# 오구라 가즈오
오구라 가즈오(小倉和夫, 1938년 11월 15일 ~ )는 일본의 전 외교관이다.

## 생애
도쿄도 출신. 1962년 도쿄대학교 법학부 졸업. 1962년 외무성에 들어감. 1964년 케임브리지 대학 경제학부 졸업. 1964년 주영 대사관 근무. 1978년 아메리카국 북미제2과장. 1981년 아시아국 북동아시아과장. 1992년 경제국장. 1994~1995년 주 베트남 대사. 1995~1997년 외무심의관(경제 담당). 1997~1999년 주한 대사. 1999~2002년 주 프랑스, 안도라, 지부티 대사. 2003년 10월 ~ 2011년 9월 국제교류기금 이사장. 2011년부터 2020년 도쿄올림픽 유치위원회 평의회 사무총장. 아오야마가쿠인 대학 국제정치경제학부 특별초빙교수.

## 기타
- 외무성 아시아국 북동아시아과장으로 있을 때 나카소네 야스히로 총리의 방한 위해 노력.